# الیکایی سبزه
الیکایی سبزه (نام علمی: Cistothorus platensis) نام یک گونه از سرده سینه‌چنبری‌ها است.